# Увеселительный сад

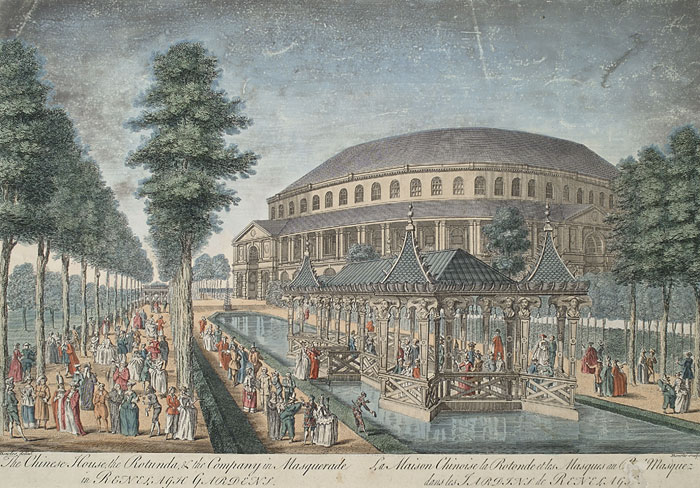
Гравюра XVIII века, изображающая ротонду в Райнл-Гарденз

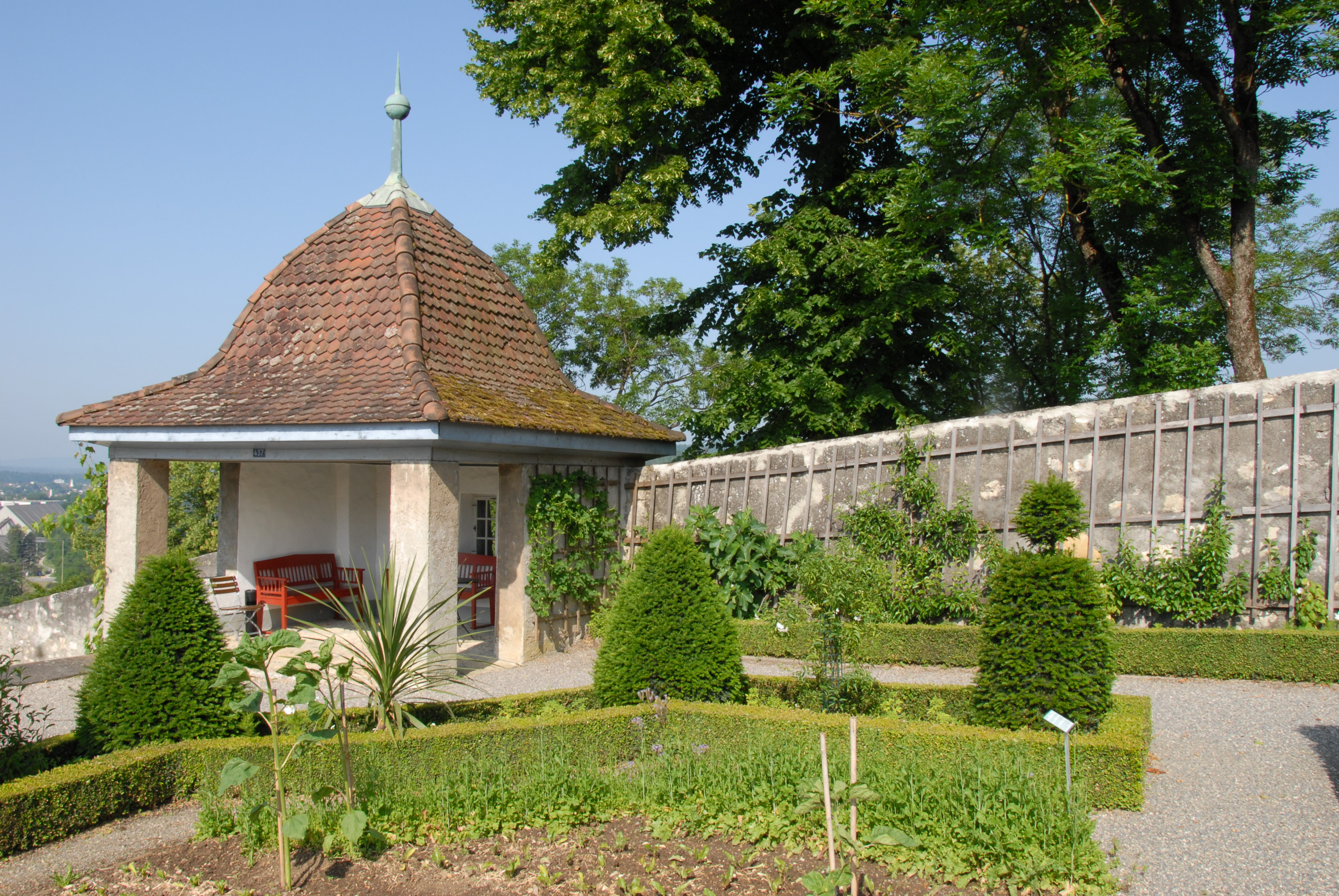
Садовый домик в люстгартене Вильдек (замок)

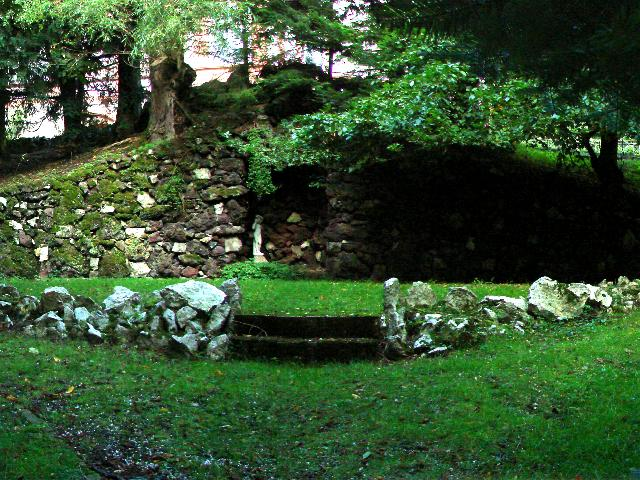
Парк Вилла Хаас

Увеселительный сад — вид парка, созданный для досуга широкой публики. Данное название широко использовалось до революции.  В других странах известен как «сад удовольствий» (англ. Pleasure Garden) или «люстгартен» (нем. Lustgarten). Главное отличие от других публичных парков и садов — в наличии инфраструктуры для развлечений: концерт-холлы, эстрады для оркестров, аттракционы, зоопарки, зверинцы. В советское время наследниками концепции увеселительного сада, стали парки культуры и отдыха, которыми порой становились сами бывшие сады.

## История
Публичные увеселительные сады существовали уже многие столетия назад. В Древнем Риме «Сады Саллюстия» (лат. Horti Sallustiani) были созданы как частный сад историка Гая Саллюстия. Сад был приобретён римским императором Тиберием и открыт для публичного использования. «Сады Саллюстия» были открыты для публики несколько веков и содержали много павильонов, храм Венеры и скульптуры.
Публичные сады приобрели особую популярность в Лондоне XVIII и XIX веках. Здесь были устроены Креморн-Гарденз, Куперз-Гарденз, Мэрилебон-Гарденз, Райнле-Гарденз, Ройял-Сарри-Гарденз и Воксхолл-Гарденз. Многие из них имели концерт-холлы или устраивали т. н. «променадные концерты», во время которых оркестр играл музыку для танцев (было известно 38 садов, которые давали концерты). Программа развлечений включала фейерверк и акробатические выступления; в садах играли известные музыканты. Известно, что в Райнл-Гарденз выступали Вольфганг Амадей Моцарт (ребёнком, в 1764 году) и Йозеф Гайдн.
Остальные, менее известные сады, содержали галантерейные магазины и гаремы. Меньшие по размеру сады удовольствий назывались «чайный сад», поскольку их посетители могли на их территории пить чай и прогуливаться.
Согласно понятиям английского общества XVIII столетия, сад наслаждений был шестой частью «идеального сада», который также включал огород, плодовый сад, парк, оранжерею или теплицу и зверинец.
Развлекательные парки, например, Тиволи в Копенгагене или Парк имени Горького можно считать современными вариантами садов наслаждений.

## Увеселительные сады Российской империи
- Сады «Эрмитаж» в Москве, (старый и новый)
- Сады в «Аквариум» Петербурге и Москве
- Сад Аркадия в Казани

## Известные увеселительные сады за рубежом
Указанные выше лондонские сады либо не сохранились к настоящему времени, либо были существенно перестроены, и не сохранили исторический облик. Однако среди садов наслаждений, дошедших до XXI века можно отметить:
- Люстгартен в Берлине
- Люстгартен в Штайнфурте
- Люстгартен в Детмольде
- Штюкгартен в Гейдельбергском замке
- Старый ботанический сад[англ.] Марбургского университета
- Люстгартен в Английском саду в Мюнхене
- Люстгартен в Потсдаме
- Дворцовый парк в Штутгарте
- Люстгартен в Вернигероде
- Ахников в Хомутове

### Комментарии
1. ↑  Традиция существует и по сию пору, например, «Променадные концерты Би-Би-си».